# Pięć kobiet na tle morza
Pięć kobiet na tle morza (bułg. Пет жени на фона на морето!) – bułgarsko-polski film fabularny z roku 1986 w reżyserii Władysława Ikonomowa, na podstawie scenariusza Jerzego Janickiego.

## Fabuła
Akcja filmu rozgrywa się w  1941 roku na bułgarskim wybrzeżu Morza Czarnego. W małym miasteczku próbuje przetrwać wojnę pięć internowanych Polek. Każda z nich pochodzi z innego środowiska i ma inne wspomnienia wojenne. Jedna z kobiet – Grażyna nawiązuje romans z oficerem bułgarskim i próbuje przedostać się do Turcji, ale zostaje zatrzymana przez policję. Kobietom grozi aresztowanie, ale udaje im się uciec.

## W rolach głównych
- Ewa Szykulska jako Ewa Długosz
- Wiesława Mazurkiewicz jako hrabina Dunin-Borkowska
- Mariola Krysińska jako Katarzyna Dębska
- Ewa Sałacka jako Grażyna Sokolnicka
- Alicja Jachiewicz jako Alicja Stefańska
- Magda Jagiełło jako Bożenka
- Michaił Mutafow jako pijak
- Stefan Mawrodijew jako policjant
- Welio Goranow jako konspirator
- Stojko Pejew jako pisarz
- Hans-Uwe Bauer
- Rumen Iwanow
- Swetozar Nedełczew
- Dymitr Tanew